# Флавий Проб Юниор
Флавий Проб Юниор (Flavius Anicius Probus Iunior) (ок. 495 г. — после 525 г.) был римским консулом в 525 году. Приходился сыном Флавию Аницию Олибрию (ок. 470—504?), по линии отца внуком Флавия Аниция Проба (род. ок. 435 г.) и правнуком Флавия Аниция Проба (ок. 405 г. — после 459 г.), бывшего претором в 424 г. и v. ill. (vir illustrissimus) в 459 г., имевшего женой Адельфию (ок. 410 г. —после 459 г.), являвшимися родителями императора Олибрия.
Был женат на своей двоюродной сестре Пробе (род. ок. 510 г.), дочери Флавия Аниция Олибрия Юниора (ок. 480 г. — после 524/527 гг.), римского консула в 491 г., а также позже на своей двоюродной сестре Ирене (род. ок. 485 г.), от которой имел дочь Юлиану (род. ок. 533 г.) (вышла замуж после 548 г. за Анастасия (ок. 530 г. — после 571 г.) в качестве его второй жены, сына Флавия Анастасия Павла Сабиниана Помпея (ок. 500 г. — после 517 г.), римского консула в 517 г.), и на Феодоре (род. ок. 515 г.), родной дочери императрицы Феодоры, с которой тоже имел детей.